# Мінерва Макґонеґел
Мінерва Макґонеґел (англ. Minerva McGonagall) — директорка Гоґвортсу (після смерті попереднього директора Северуса Снейпа), заступниця Албуса Дамблдора, вихователька гуртожитку Грифіндор, вчителька трансфігурації, анімаг (смугаста кішка), членкиня Ордену Фенікса.